# Stockport County Football Club
Maillots
Actualités
Le Stockport County Football Club est un club de football professionnel anglais basé à Stockport, dans le Grand Manchester. Le club évolue depuis la saison 2022-2023 en EFL League Two (quatrième division anglaise). Formé en 1883 sous le nom de Heaton Norris Rovers, il est rebaptisé Stockport County en 1890, d'après le borough de Stockport. L'équipe joue en bleu et blanc depuis 1914 ; ses couleurs d'origine étaient le rouge et le blanc. Les joueurs sont surnommés les Hatters en référence à l'ancienne industrie chapelière de la ville. Stockport joue à Edgeley Park depuis 1902.
Stockport rejoint la Football League en 1900 mais à dû se présenter à la réélection en 1904. Le club n'est pas réélu et passe une saison en dehors de la compétition avant de revenir pour la saison 1905-1906. Le County joue ensuite en Football League sans interruption pendant 106 ans jusqu'en 2011, principalement dans les divisions inférieures. L'équipe remporte son premier championnat en 1922, la nouvelle Third Division North. Deux championnats suivent en 1937 (troisième division nord) et en 1967 (Fourth Division). Les années 1990 sont la période la plus fructueuse de l'équipe, lorsque Stockport participe à la First Division pendant cinq saisons et atteint les demi-finales de la Coupe de la Ligue en 1997. Le County a également joué quatre fois à Wembley au cours de cette période, deux fois en EFL Trophy, et deux fois pour les barrages, mais s'est incliné à chaque fois.
Après des difficultés financières au début des années 2000, le club redescend dans les divisions inférieures et est relégué hors de la Football League à la fin de la saison 2010-2011, suivie d'une relégation au sixième échelon en 2012-2013. Stockport se stabilise sur et en dehors du terrain au cours des saisons suivantes, et monte en cinquième division en 2019. Le County s'assure une promotion en EFL en 2022.
Plusieurs joueurs français ont évolué dans les rangs des Hatters. Joel Cantona y a évolué une saison au début des années 1990, Laurent Djaffo (formé à Montpellier) de 1998 à 99 et Karim Fradin (ex- Niort, Nice) de 1999 à 2003. Un ancien ballon d'or a aussi porté les couleurs de County : George Best. Sa carrière à Edgeley Park fut cependant anecdotique.

## Histoire

### Années en Football League
Stockport County est créé en 1883 sous le nom de Heaton Norris Rovers au McLaughlin's Café à Heaton Norris, par un groupe d'élèves de la Stockport Sunday School,. Après avoir joué ses matchs à domicile dans différents parcs de la région de Stockport pendant plusieurs années, les Rovers déménagent à Green Lane en 1889. Il s'agit de leur premier terrain officiel. Le club change son nom en Stockport County en 1890, après la création du County Borough of Stockport. L'équipe joue en Lancashire League et les coupes locales jusqu'en 1900, date à laquelle elle est admise en Football League Second Division.

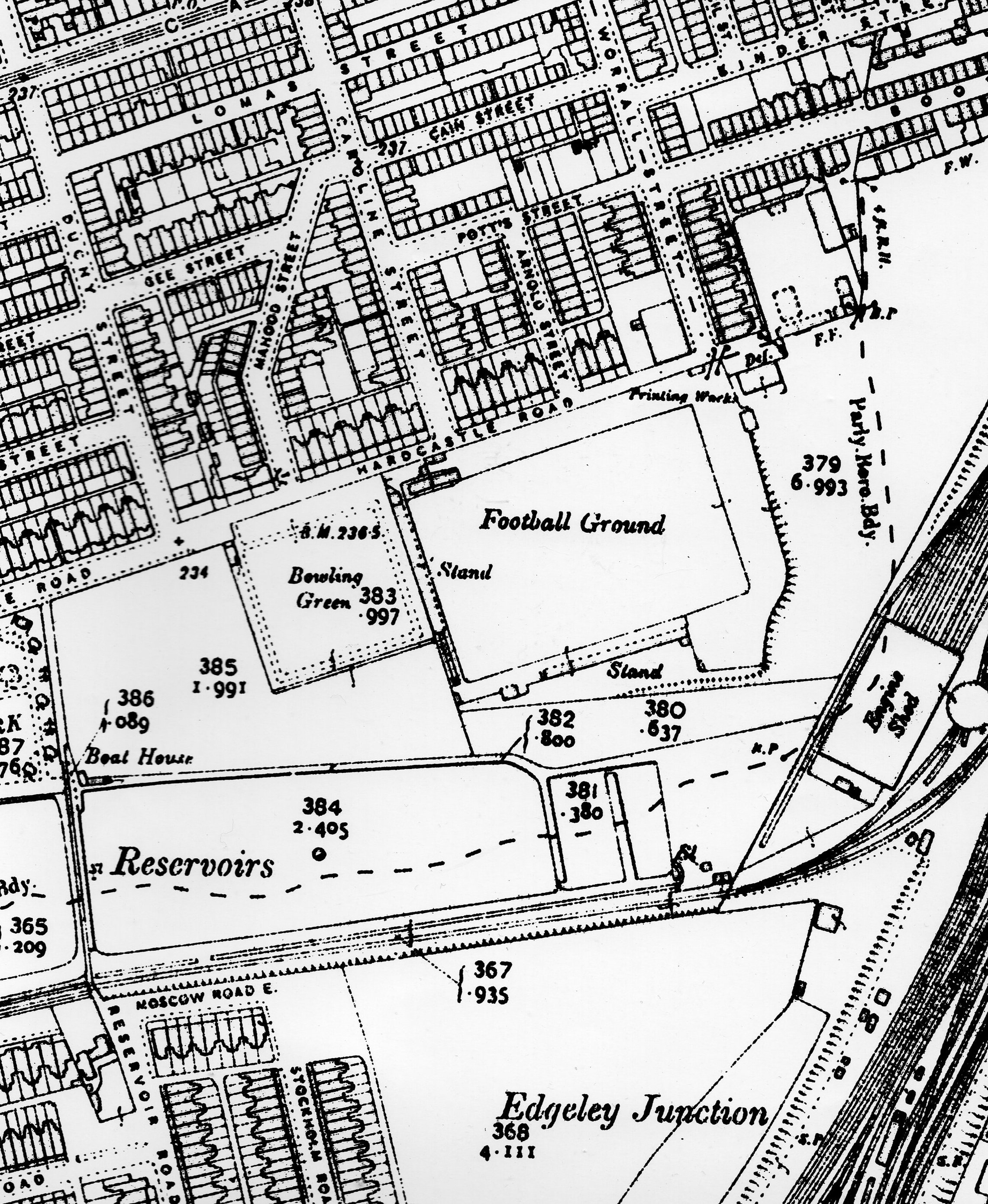
La carte militaire du Cheshire de 1910 montre Edgeley Park et ses environs

Stockport quitte Green Lane en 1902 pour s'installer à Edgeley Park,, qui était aussi le stade du club de rugby à XIII de Stockport RFC. County termine dans les trois derniers lors de ses quatre premières saisons et ne réussit pas à se faire réélire à la fin de la saison 1903–1904. Après avoir passé une saison en Lancashire Combination, le club est réintégré en Football League. En octobre 1908, il est confirmé que Stockport County deviendrait une limited liability company,. L'équipe reste en deuxième division pendant sept ans, jusqu'à la saison 1912–1913, où elle dû à nouveau se faire réélire,. Stockport obtient 22 voix et conserve son statut de membre de la Football League.
David Ashworth est nommé entraîneur de l'équipe en 1914. Après le déclenchement de la Première Guerre mondiale, le football de compétition est suspendu. Stockport participe toutefois à la section Lancashire de la Wartime Football League, qui se déroule de 1915 à 1919. Ashworth dirige County tout au long de la guerre jusqu'à la fin de l'année 1919, date à laquelle il rejoint Liverpool.
La saison 1920–1921 voit Stockport terminer à la dernière place de deuxième division ; cependant, au lieu d'être réélue, l'équipe est placée dans la nouvelle troisième division nord. L'équipe remporte son premier titre de Football League en 1921–1922, lorsqu'elle bat Darlington devant 18 500 spectateurs à Edgeley Park. L'entraîneur Albert Williams reçoit le trophée sept jours plus tard, avant le dernier match à domicile contre Lincoln City,. Le gardien de but du club Harry Hardy, est appelé en équipe d'Angleterre en 1924,, et n'encaisse aucun but lors d'une victoire 4–0 contre la Belgique,. Stockport reste en troisième division nord durant les années 1920, avec deux deuxièmes places consécutives, mais ne réussit pas à obtenir la montée,.
Au début des années 1930, Stockport County joue avec un maillot noir et blanc et est brièvement surnommé les Lilywhites. Le 23 juillet 1935, la tribune principale en bois d'Edgeley Park brûle, causant des dommages aux maisons voisines. L'incendie détruit également les archives du club jusqu'en 1935. Une nouvelle tribune principale est construite en 1936 et inaugurée par Charles Sutcliffe, alors président de la Football League,. En 1937, l'équipe remporte le titre de Third Division North et est promue en Second Division à l'issue d'un match décisif de dernière journée contre Lincoln City, auquel assistent plus de 27 000 supporters. L'équipe termine à la dernière place la saison suivante et est reléguée en Third Division North, où elle reste jusqu'à la réorganisation des divisions en 1958.
Au cours de la saison 1939–1940, Stockport ne joue que deux matchs avant le début de la Seconde Guerre mondiale ; la Football League est suspendue et ne reprend qu'en 1946. Des compétitions régionales sont mises en places ; la FA Cup est suspendue et remplacée par la Football League War Cup. En mars 1946, Stockport accueille Doncaster Rovers dans un match de la League Three North Cup qui dure 203 minutes et qui est considéré comme le plus long match de football professionnel,.
Les troisièmes divisions régionales sont regroupées en Third et Fourth divisions après la saison 1957–1958. County est un membre fondateur de la nouvelle troisième division, mais est relégué après une saison,. Au cours de la saison 1964–1965, le président de Stockport, Vic Bernard, réintroduit la bande bleu roi, et engage l'ancien gardien de but de Manchester City Bert Trautmann comme directeur général afin d'améliorer son image. Bernard et Trautmann décident de déplacer les matchs le vendredi soir afin d'augmenter les recettes. Trautmann démissionne de son poste en 1966,. County retourne en Third Division en remportant la Fourth Division en 1967.
Le club est relégué en Fourth Division à la fin de la saison 1969–1970, et reste en quatrième division jusqu'en. Eric Webster dirige Stockport à cinq reprises, dont quatre en tant qu'entraîneur intérimaire dans les années 1980, après avoir rejoint le club en 1974 en tant qu'entraîneur des jeunes,. À la suite de l'introduction de la promotion et de la relégation automatiques entre la Football League et la Football Conference au début de la saison 1986–1987, Stockport est confronté à la perspective d'une descente en non-league, avec seulement six points en 13 matchs. Cependant, Colin Murphy est engagé pour un deuxième mandat en tant qu'entraîneur, et Stockport remporte 45 points lors de ses 31 derniers matchs pour se maintenir, bien que Murphy ait quitté le club peu après la fin de la saison.
Danny Bergara est nommé entraîneur en mars 1989, et obtient une promotion automatique en Third Division en 1991. Lors de la finale de l'Associate Members' Cup 1992, Bergara devient le premier Sud-Américain à diriger une équipe anglaise à Wembley ; Stoke City bat County 1–0. Il conduit Stockport à Wembley à trois autres reprises, une fois en finale de l'EFL Trophy en 1993 et deux fois lors des barrages de Football League, mais il perd à chaque fois. En mars 1995, Bergara est licencié après une altercation avec le président de l'époque, Brendan Elwood,, et est remplacé par Dave Jones. Cette même année voit l'ouverture de la nouvelle tribune Cheadle End, d'une capacité de 5 000 places, toutes assises. La saison 1996–1997 s'avère être la plus réussie de l'histoire du club : Stockport termine deuxième de deuxième division et atteint les demi-finales de Coupe de la Ligue, en éliminant trois équipes de Premiership avant de s'incliner 2-1 contre Middlesbrough en matchs aller-retour,. Dave Jones part pour Southampton en 1997 et Gary Megson prend les rênes du club. County termine huitième de First Division lors de sa première saison, à seulement deux places des barrages - le meilleur classement du club en championnat. En octobre 2001, alors que Stockport est dernier de First Division, une défaite à domicile contre Millwall entraîne le limogage de l'entraîneur Andy Kilner sacked. L'ancien international anglais Carlton Palmer est nommé en novembre,, mais il est incapable d'éviter la relégation du club au troisième échelon du football anglais cette saison Palmer n'arrive pas à construire une équipe capable de retourner en First Division la saison suivante. L'été 2003 est marqué par un changement de propriétaire. Elwood vend le club au propriétaire des Sale Sharks Brian Kennedy dans le but de permettre aux Sale de jouer leurs matchs à domicile à Edgeley Park. Une nouvelle société, Cheshire Sport, est créée, qui combine la propriété de Stockport County, des Sale Sharks et d'Edgeley Park.

Positions annuelles de Stockport County dans le championnat anglais de 1900 à aujourd'hui

En 2005, après avoir perdu 4 millions de livres sterling en frais de fonctionnement, Kennedy cède ses parts à la Stockport County Supporters' Co-operative,. L'ancien joueur de County Jim Gannon est nommé entraîneur, d'abord en tant qu'intérimaire,. Il maintient le club en 2005–2006, et lutte pour la montée la saison suivante, manquant les barrages à la différence de buts. L'équipe poursuit sur sa lancée au cours de la saison 2007–2008 et atteint les barrages où elle affronte Rochdale en finale à Wembley. Stockport remporte le match après avoir été mené et obtient sa montée en League One,.
En avril 2009, Stockport County est placé en redressement judiciaire en raison d'un prêt d'environ 300 000 £ et d'une dette fiscale envers le fisc de 250 000 £,. Deux mois plus tard, l'administrateur de County, Leonard Curtis, annonce avoir conclu un accord avec le Melrose Consortium - dirigé par l'ancien joueur de Manchester City Jim Melrose - pour la vente du club,. En juillet, les administrateurs sont convenus d'une procédure de sauvegarde avec les anciens actionnaires et créanciers. L'offre du Melrose Consortium est rejetée par la Football League en mars 2010. Un nouveau consortium, le Groupe 2015, s'est vu accorder l'exclusivité pour travailler à la reprise du club.
L'achat de Stockport County par le Groupe 2015 est approuvé par la Football League en mai 2010, et le rachat est annoncé en juin. Avant le début de la saison 2010–2011, les nouveaux propriétaires s'engagent à « reconstruire le club de fond en comble », et nomme Paul Simpson en tant qu'entraîneur,. Il est limogé après seulement six mois à la tête de l'équipe,, et Ray Mathias est nommé entraîneur intérimaire. Malgré de meilleurs résultats, County est relégué en Football Conference pour la première fois de son histoire,.

### Période en Non-league
Après la relégation, un homme d'affaires de Liverpool tente, en vain, de racheter le club. Dietmar Hamann, qui n'a aucune expérience en tant qu'entraîneur, est nommé à ce poste en juillet 2011. Il ne remporte que 3 matchs sur 19 avant de démissionner, après que sa position a été remise en cause par une réunion avec les supporters en novembre,. Les supporters demandent le retour de Gannon au poste d'entraîneur. Il est rappelé par les dirigeants, permettant à Stockport de se sauver en terminant 16e.
En 2012, le club retrouve la jouissance exclusive de son stade d'Edgeley Park pour la première fois en neuf ans, après le déménagement des Sale Sharks dans le nouveau stade des Salford City Reds,. En janvier 2013, Ryan McKnight, 30 ans, ancien rédacteur en chef du magazine fcbusiness, est nommé directeur général de County,. Gannon est licencié une deuxième fois,. Stockport emploie deux autres entraîneurs en trois mois, et est relégué en Conference North lors de la dernière journée de la saison 2012–2013. Le club annonce qu'il va perdre son statut de club à temps plein et opter pour un modèle à temps partiel. McKnight annonce sa démission en avril 2014.
Neil Young est nommé entraîneur de Stockport en 2015, après avoir connu le succès avec Chester,, mais quitte le club en janvier 2016. County se tourne à nouveau vers Gannon, qui revient au club pour un troisième mandat. Il stabilise le club sur le terrain et termine proche des places de barragistes les deux saisons suivantes,. En 2017, une recherche est effectuée au niveau local pour localiser les descendants des fondateurs du club. En 2019, Stockport atteint les demi-finales du FA Trophy et remporte la Conference North, son premier titre en championnat depuis 52 ans,.

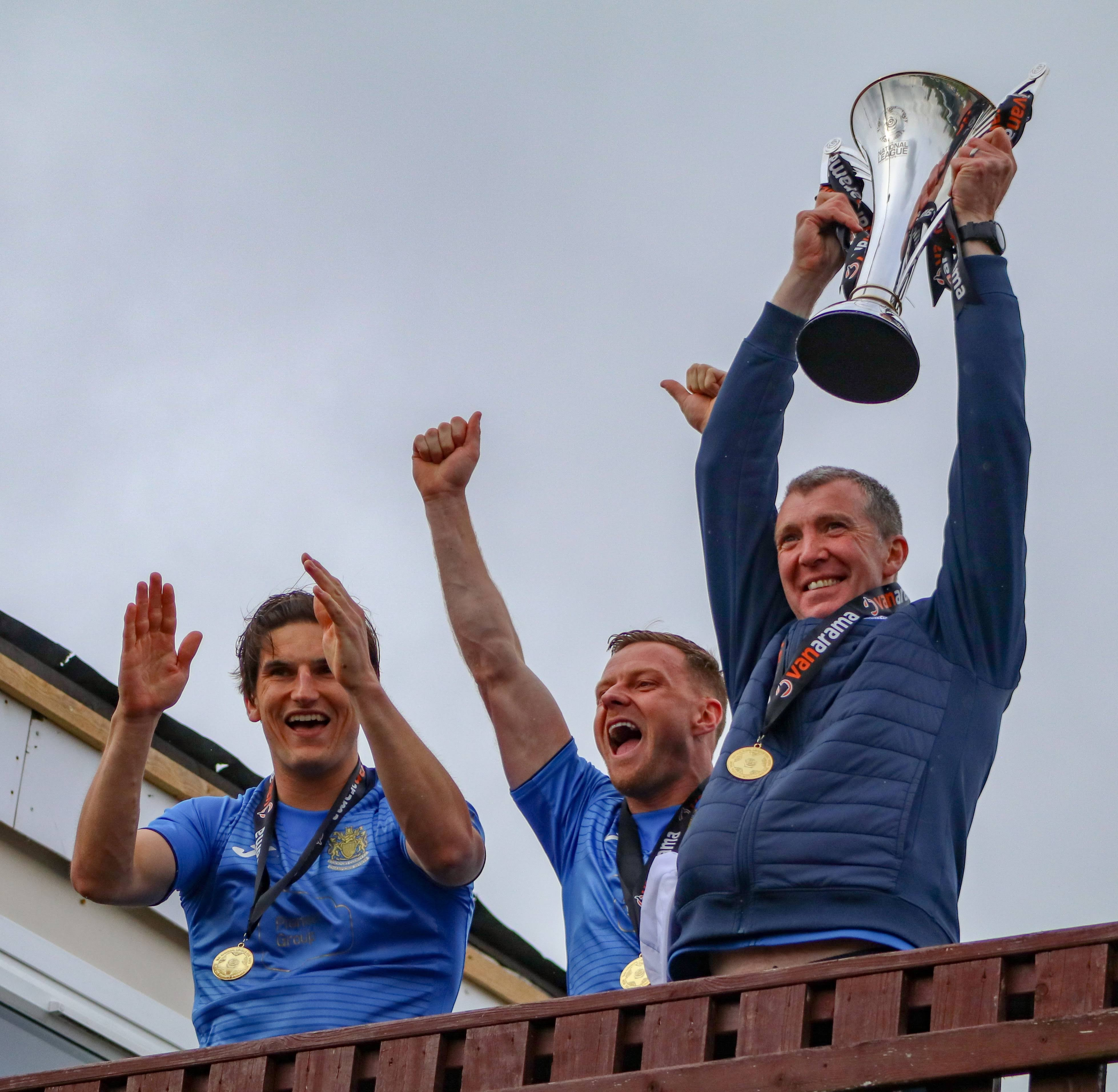
Jim Gannon soulève le trophée de National League North, avril 2019

L'homme d'affaires local Mark Stott rachète County pour une somme non divulguée et efface ses dettes ; Stott s'engage à ramener le club au niveau professionnel, à atteindre la Football League et à trouver un nouveau centre d'entraînement,. County remporte la cinquième division, la National League, en 2022, s'assurant ainsi la montée en EFL après 11 ans d'absence.

### Depuis 2024
À l'issue de la saison 2023-2024, le club est promu en League One (troisième division anglaise).

## Couleurs, écussons et traditions
Les couleurs traditionnelles du maillot de Stockport County sont le bleu et le blanc, bien que le club ait joué dans d'autres couleurs au cours de son histoire. Les couleurs d'origine de Stockport étaient peut-être le rouge et le blanc, bien que d'autres sources suggèrent que le club portait du bleu et du blanc pendant ses premières années d'existence. Du milieu des années 1930 au milieu des années 1960, County a joué avec des maillots blancs et des shorts noirs,. Aucun modèle n'a été établi pour l'utilisation du bleu et du blanc comme couleurs principales de l'équipe. L'équipe a joué à plusieurs reprises avec un maillot blanc à bande bleue et un short bleu, ainsi qu'avec un maillot bleu à bandes blanches et un short blanc. Le club a expérimenté pendant une courte période un maillot inspiré de l'équipe d'Argentine, avec des rayures bleu clair et blanches et un short noir, après la Coupe du monde 1978. Ce maillot a été abandonné après le déclenchement de la Guerre des Malouines, le club est revenu à un maillot rayé bleu et blanc avec des shorts bleus au début des années 1980. Stockport a célébré son 125e anniversaire en introduisant un troisième maillot de couleur or avec des bordures noires. Il a été retiré « invaincu » à la fin de l'année, après avoir été porté lors de treize victoires et quatre matchs nuls,.
L'ancien écusson du club, utilisé de 1991 à 2010 lorsque le club n'était plus en redressement judiciaire, était basé sur les armoiries du district métropolitain de Stockport. Il a été modifié en 2006 pour ressembler davantage aux armoiries de la ville, y compris la devise en latin Animo et Fide, qui signifie approximativement « Avec courage et foi ». L'écu bleu provient des armoiries de la famille de Stokeport, qui a donné son nom à Stockport,. Le château à deux tours au-dessus du bouclier est le château de Stockport, qui a subsisté jusqu'en 1776.
Après le rachat du club par le Groupe 2015 en 2010, un nouvel écusson a été adopté. Il est toujours basé sur les armoiries de Stockport, mais la devise latine a été supprimée, ainsi qu'une tache verte à la base de l'insigne ; le drapeau du Cheshire, avec une épée et trois gerbes de blé, a remplacé le macle et les croisillons dorés de l'écu. Les médailles suspendues au lion rampant (qui représentaient le Cheshire et le Lancashire, en raison de la situation de Stockport à cheval sur la rivière Mersey, qui forme la frontière historique entre les deux comtés) ont été supprimées. Un ballon de football est également réapparu sur l'écu. Ce changement a été effectué en partie parce qu'à partir de la saison 2010-2011, Stockport County a été sponsorisé par le district métropolitain de la ville. L'écusson a été modifié en 2011 pour inclure à nouveau la devise de la ville. La nouvelle version ajoute deux rubans blancs, l'un en haut, avec Animo et Fide, et l'autre en bas avec Stockport County F.C.. En outre, le ballon de football a été retiré de l'écu. La Stockport County Supporters' Co-operative a utilisé la croix bleue sur fond blanc de l'écusson de 1978 comme identifiant principal de son logo.
La tenue du club était fabriquée par la société locale Umbro, qui a fourni les trois tenues pour la saison 2013–14 season. Stockport était le partenaire phare d'Umbro pour sa relance au Royaume-Uni,. Depuis le début de la saison 2014–2015, Stockport a de nouveau changé son équipementier, passant d'Umbro à l'entreprise espagnole Joma,.
| Période   | Équipementier | Sponsor                                                                                     |
| --------- | ------------- | ------------------------------------------------------------------------------------------- |
| 1976–1978 | Bukta         | aucun                                                                                       |
| 1978–1979 | Admiral       | aucun                                                                                       |
| 1979–1984 | Adidas        | aucun                                                                                       |
| 1984–1985 | Bukta         | aucun                                                                                       |
| 1985–1986 | Bukta         | Langdale Services                                                                           |
| 1986–1987 | Umbro         | aucun                                                                                       |
| 1987–1989 | En-S          | Messenger Newspapers                                                                        |
| 1989–1991 | Ribero        | Sovereign Rubber                                                                            |
| 1990–1991 | Ribero        | Gordon Ford Group                                                                           |
| 1991–1993 | Gola          | Cobra                                                                                       |
| 1993–1995 | Super League  | Robinsons Best Bitter                                                                       |
| 1995–1996 | Beaver        | Robinsons Best Bitter                                                                       |
| 1996–1999 | Adidas        | Robinsons Best Bitter                                                                       |
| 1999–2002 | Patrick       | Robinsons Best Bitter                                                                       |
| 2002–2007 | TFG Sports    | Scandia                                                                                     |
| 2007–2009 | Diadora,      | Just Search,                                                                                |
| 2009–2010 | Macron        | Just Search,                                                                                |
| 2010–2011 | Nike          | Stockport Metropolitan Borough Council                                                      |
| 2011–2012 | Nike          | GT Law                                                                                      |
| 2012–2013 | Nike          | GT Law (Home and Away) Leemic (Third)                                                       |
| 2013–2014 | Umbro         | Stockport Sports Village (Home) Match Day Cards (Away) Leemic (Third)                       |
| 2014–2015 | Joma          | RESB Ltd. (Home) Playerboots.com (Away) Robinsons Dizzy Blonde (Alternative),               |
| 2015–2016 | Joma          | Playerboots.com (Home) TCM Advisors Limited (Away) Robinsons Dizzy Blonde (Alternative)     |
| 2016–2017 | Joma          | Euro Sport and Event Management (Home) TCM Advisors Limited (Away) Robinsons Unicorn (Away) |
| 2017–2018 | Joma          | Euro Sport and Event Management (Home), Pioneer Group (Away) Robinsons Brewery(Away)        |
| 2018–2019 | Joma          | Pioneer Group (Home) Project Solar (Away) Robinson's Brewery & Help for Heroes (Away),      |
| 2019–2020 | Joma          | Pioneer Group (Home) Cheshire Anilox Technology (Away) Project Solar (Away)                 |
| 2020–2021 | Puma          | Pioneer Group (Home) VITA (Away/Alternate)                                                  |
| 2021–2022 | Puma          | VITA (Home/Away/Alternate)                                                                  |

## Stades

### Green Lane
Heaton Norris Rovers originally jouait à l'origine ses matchs à domicile au Heaton Norris Recreation Ground, puis à divers endroits de Stockport avant de s'installer dans un parc sur Green Lane à Heaton Norris, en 1889. La Nursery Inn voisine servait de siège à l'équipe, les joueurs utilisant une grange comme vestiaires. Le club a joué à Green Lane pendant ses deux premières saisons en Football League.
Le stade disposait d'une tribune principale qui s'étendait sur toute la longueur du terrain, et d'une tribune surélevée derrière l'un des buts. Le reste du terrain était constitué de gradins non couverts, les tourniquets étant situés à l'arrière de la Nursery Inn.

### Edgeley Park
En 1902, County a besoin d'un terrain plus grand et déménage à Edgeley Park, alors stade du club de rugby de Stockport RFC. Green Lane est conservé pour être utilisé par l'équipe réserve du club, bien qu'un autre match de l'équipe première ait été joué sur ce terrain en avril 1903, lorsqu'Edgeley Park a été utilisé par le club de rugby. Le site de Green Lane a ensuite été utilisé pour la construction de logements.

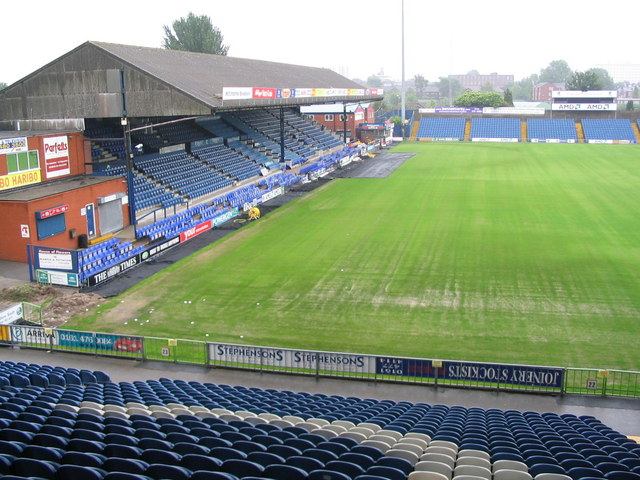
View from Edgeley Park's Cheadle End stand

En 1995, une nouvelle tribune de 5 000 places assises est construite à Cheadle End pour remplacer les anciens gradins. À la fin de l'année 2000, le président Brendan Elwood a envisagé de déplacer le club à Maine Road, le domicile du club rival Manchester City. Ce déménagement potentiel était impopulaire auprès des supporters, et des manifestations ont été organisées après qu'il a été suggéré que le club change de nom pour s'appeler Man-Stock County. Le Manchester City Council a finalement décidé que le club de rugby de Sale Sharks serait un meilleur locataire. Maine Road est démoli en 2004 pour faire place à un lotissement, et Edgeley Park est alors partagé avec Sale, dont la société mère, Cheshire Sports, est propriétaire du terrain. En 2001, The Railway End, en face de Cheadle End, est la dernière partie de Edgeley Park à être convertie en tribune assise, ce qui porte la capacité totale du stade à 10 852 places.
Une autre rumeur a couru selon laquelle Stockport quitterait son terrain en 2012. Cette rumeur a été démentie par le président Peter Snape, avant que les Sale Sharks ne confirment qu'ils déménageraient dans le nouveau stade des Salford City Reds',. Stockport County reste donc le seul locataire d'Edgeley Park. En mai 2012, County rebaptise la tribune principale « The Danny Bergara Stand » en l'honneur de l'ancien entraîneur du club.
Le Stockport Metropolitan Borough Council a acheté le stade en 2015 pour éviter qu'il soit démoli ou réaménagé,. Après un appel des supporters à sauvegarder le terrain, une réunion d'urgence du conseil est organisée et le stade est acheté pour 2 millions de livres sterling,. Il est actuellement loué au club,. En février 2022, le club conclut avec le conseil municipal de Stockport un bail de 250 ans pour Edgeley Park.

## Supporters et rivalités
Avec Manchester United et Manchester City F.C. situés à environ 11 km d'Edgeley Park, Stockport County a toujours rivalisé avec des clubs de haut niveau pour obtenir le soutien de la population locale. Au milieu des années 1960, la Football League a introduit un prix d'entrée minimum pour tous les clubs des quatre catégories professionnelles, afin d'augmenter les recettes des petits clubs. Cette mesure a eu l'effet inverse dans des villes comme Stockport, où de nombreux autres clubs de la ligue étaient relativement proches. En conséquence, County a déplacé tous ses matchs à domicile le vendredi soir, ce qui a attiré plus de monde et augmenté la fréquentation des pubs et des restaurants environnants.
En 2004, le club attire plus de 20 000 personnes pour l'un de ses matchs de tournée en Chine. Stockport a joué devant 22 000 personnes à Yingkou contre son équipe sœur de l'époque, Stockport Tiger Star,. Il est possible que cette affluence soit le résultat de l'association de County avec son équipe affiliée, et du changement de nom des Tiger Stars pour inclure « Stockport » deux ans auparavant,.
Lors de la saison 2006–2007, le club a enregistré la quatrième meilleure affluence moyenne de League Two. La saison suivante, le nombre de supporters de Stockport à l'extérieur a encore augmenté, dépassant à plusieurs reprises le nombre de supporters à domicile. Stockport County avait une moyenne de plus de 900 spectateurs à l'extérieur, la plus élevée de la division. Le club a établi un record d'affluence en National League North, lorsque 4 797 personnes ont assisté à un match à domicile contre F.C. United en décembre 2015. Cette fréquentation a été dépassée à trois reprises au cours des trois saisons suivantes.
Le soutien des supporters de County a souvent été mentionné par les dirigeants et les joueurs,, l'influence des supporters étant comparée à celle d'un douzième homme sur le terrain,. Entre les saisons 2006–2007 et 2009–2010, le numéro 12 était attribué à la Blue & White Army, en référence au fait que les supporters sont le 12e homme de l'équipe. Cependant, pour la saison 2010-2011, le numéro est revenu à l'un des joueurs. Il a été rendu aux supporters lors du retour du club en National League en 2019.
Parmi les supporters célèbres de Stockport County figurent le joueur de fléchettes Tony O'Shea et l'auteur-compositeur-interprète Daz Sampson. O'Shea a écrit des articles dans le programme du jour de match du club et a également porté les couleurs de County lors de tous ses matchs de fléchettes télévisés. Sampson est devenu membre à vie du Stockport County Supporters' Trust après avoir publié The County Song, qui rendait hommage au record de neuf victoires consécutives de l'équipe en Football League sans encaisser de but.

### Groupes de supporters
Help the Hatters est un groupe de bénévoles qui collecte des fonds pour le club et aide à l'entretien d'Edgeley Park,. Ils organisent également le Players Fund,, qui paie le salaire des jeunes joueurs, et donne au Stockport County Supporters' Co-operative des parts dans le club,. Le groupe a transformé le salon des légendes du club en Musée de Stockport County, qui a été inauguré par l'ancien joueur George Haigh le jour de son 102e anniversaire,.
Le Stockport County Supporters' Co-operative est l'autre groupe de supporters actif,. Il gère le Stockport County Appearance Number Scheme (SCAN), dans le cadre duquel chaque joueur ayant disputé un match en équipe première reçoit un certificat encadré et un numéro qui indique sa position sur la liste des joueurs ayant fait leurs débuts pour le club,.

### Rivalités
« Stockport County FC tient à entretenir de bonnes relations avec tous les clubs, y compris ceux que ses supporters n'aiment pas beaucoup. Vous devrez donc demander aux supporters de County de nommer leurs rivaux. » - Janet Williams et Mark Johnson
Comme les deux clubs voisins de Manchester ont rarement été dans la même division que Stockport, il y a eu historiquement peu de rivalité avec l'un ou l'autre club jusqu'aux années 1990, lorsque la rivalité entre County et Manchester City a pris forme, entre 1997 et 2002. Les deux clubs ont passé trois saisons sur cinq dans la même division et lors de la saison 1998-1999, Stockport était une division au-dessus de City.
Le club a également des rivalités locales importantes avec Oldham Athletic, Rochdale, Bury, Crewe Alexandra, et le club aujourd'hui disparu de Macclesfield Town. Selon une enquête de 2003, les supporters de County incluent des clubs plus lointains tels que Burnley et Stoke City parmi leurs rivaux pour des raisons plus historiques.
Le club a également une très forte rivalité avec Wrexham, intensifiée durant la saison 2021–2022 où les deux clubs bataillaient pour le titre en National League, finalement remporté par Stockport lors de la dernière journée et une victoire 2-0 contre Halifax Town FC.

## Joueurs

### Hall of Fame
Cette liste contient les noms de tous les anciens joueurs/membres du personnel du club qui ont été intronisés dans le Hall of Fame de Stockport County.
- Andy Thorpe
- Bobby Murray
- Mike Flynn
- John Rutter
- Jim Gannon
- Jack Connor
- Alf Lythgoe
- Kevin Francis
- Sean Connelly
- Brett Angell
- Brendan Elwood
- Trevor Porteous
- Alan Ogley
- Jim Fryatt
- Bill Atkins
- Bill Williams
- James Stevenson
- Billy Bocking
- Joe Butler
- Johnny Price
- Danny Bergara
- Harry Hardy
- Dave Jones
- Micky Quinn
- Tommy Sword
- Len White
- Rodger Wylde
- Lee Todd
- Eric Webster
- Joël Cantona
- Laurent Djaffo
- Karim Fradin
- George Best
- Keith Alexander

### Top 10 des entraîneurs du club
Basé sur le pourcentage de victoires dans toutes les compétitions
| Nom                           | Nat.                    | De   | À           | Bilan | Bilan | Bilan | Bilan | Bilan |
| Nom                           | Nat.                    | De   | À           | J     | G     | N     | V     | %     |
| ----------------------------- | ----------------------- | ---- | ----------- | ----- | ----- | ----- | ----- | ----- |
| Dave Challinor                | Drapeau de l'Angleterre | 2021 | Aujourd'hui | 88    | 52    | 15    | 21    | 59.09 |
| Lincoln Hyde                  | Drapeau de l'Angleterre | 1926 | 1931        | 221   | 128   | 35    | 58    | 57.92 |
| Andrew Wilson                 | Drapeau de l'Écosse     | 1932 | 1933        | 43    | 21    | 12    | 10    | 48.84 |
| Simon Rusk                    | Drapeau de l'Écosse     | 2021 | 2021        | 41    | 20    | 12    | 9     | 48.78 |
| Dave Jones                    | Drapeau de l'Angleterre | 1995 | 1997        | 117   | 57    | 32    | 28    | 48.72 |
| Fred Westgarth                | Drapeau de l'Angleterre | 1934 | 1936        | 95    | 46    | 16    | 33    | 48.42 |
| Andy Beattie                  | Drapeau de l'Écosse     | 1949 | 1952        | 150   | 71    | 28    | 51    | 47.33 |
| Bob Kelly                     | Drapeau de l'Angleterre | 1936 | 1938        | 52    | 24    | 16    | 12    | 46.15 |
| Jim Gannon (à trois reprises) | Drapeau de l'Irlande    | 2006 | 2021        | 507   | 233   | 120   | 154   | 45.96 |
| Danny Bergara                 | Drapeau de l'Uruguay    | 1989 | 1995        | 319   | 137   | 83    | 99    | 42.95 |

L'entraîneur actuel est en gras. Les statistiques ne prennent en compte que les entraîneurs à temps plein (les entraîneurs intérimaires ne sont pas pris en compte). Statistiques au 12 avril 2023.

## Palmarès
- Championnat d'Angleterre de troisième division
  - Vice-champion : 1997

- Championnat d'Angleterre de troisième division-Nord
  - Champion : 1922 et 1937
  - Vice-champion : 1929 et 1930

- Championnat d'Angleterre de quatrième division
  - Champion : 1967 et 2024
  - Vice-champion : 1991
  - Barragiste : 2008

- Championnat d'Angleterre de cinquième division
  - Champion : 2022

- National League North (sixième division)
  - Champion : 2019

- Lancashire League
  - Champion : 1900

- Lancashire Combination
  - Champion : 1905

- Third Division North Challenge Cup
  - Vainqueur : 1935

- EFL Trophy
  - Finaliste : 1992, 1993

- Manchester Senior Cup
  - Vainqueur : 1898, 1899, 1915, 1923

- Cheshire Premier Cup
  - Vainqueur : 1970, 1971, 2011

- Cheshire Senior Cup
  - Vainqueur : 1906, 1947, 1949, 1966, 2016, 2022

- Cheshire Medal
  - Vainqueur : 1923, 1925, 1929, 1930, 1931

- Cheshire Bowl
  - Vainqueur : 1934, 1949, 1953, 1956, 1957, 1959, 1961, 1963

- Cheshire Friendly Trophy
  - Vainqueur : 1966, 1967

## Records et statistiques

### Records
- Meilleur classement en championnat : 8e, 2e division
- Pire classement en championnat : 14e, 6e division
- Plus large victoire à domicile : 13–0 contre Halifax Town, 6 janvier 1934, également un record en Football League[200],[201]
- Plus large défaite à domicile : 0–6, 24 avril 2010 contre Huddersfield Town[200],[177]
- Plus large victoire à l'extérieur : 7–1 contre Bradford City, 18 septembre 1965[200],[202]
- Plus large défaite à l'extérieur : 0–9, contre la réserve d'Everton, 9 décembre 1893[200]
- Victoires consécutives : 10, deux fois en 2021–2022[200],[177]
- Victoires consécutives à l'extérieur : 9, 2021–2022[177],[203]
- Victoires consécutives sans encaisser de but : 9, 2006–2007, également un record en Football League[203],[204]
- Défaites consécutives : 12, 2009–2010[177]
- Matchs consécutifs en marquant : 30, 2007–2008[177]
- Matchs de championnat consécutifs en marquant : 26, 2007–2008[177]
- Plus grande affluence : 27 833 contre Liverpool, 5e tour de FA Cup, 11 février 1950[200],[177]
- Plus grande affluence en championnat : 27 304 contre Lincoln City, Third Division North, 1er may 1937[200],[205]
- Plus grande affluence (assis) : 10 307 contre FC Halifax Town, National League, dimanche 15 mai 2022[177]
- Plus faible affluence : 812 contre Barrow, FA Trophy, 19 novembre 2013[206]
- Match le plus long : Trois heures et 23 minutes contre Doncaster Rovers, League Three North Cup, 30 mars 1946[36]
- Plus faible nombre de spectateurs payants : 13 contre Leicester City (à Old Trafford), Second Division, 7 mai 1921, également un record en Football League

### Joueurs
- Meilleur buteur sur une saison : 46, Alf Lythgoe, 1933–1934[200],[207]
- Meilleur buteur en carrière : 132, Jack Connor (1951–1956)[200],[208]
- Plus d'apparitions : 555, Andy Thorpe (1978–1986, 1988–1992)[200],[209]
- Plus grand nombre de sélections : 9, Jarkko Wiss, Finlande (2000–2002)[200],[210]
- Joueur le plus jeune : Paul Turnbull, 16 ans et 97 jours contre Wrexham, 30 avril 2005[200]
- Joueur le plus âgé : Alec Herd, 47 ans et 40 jours contre Crewe Alexandra, 25 décembre 1951[200]
- Matchs consécutifs sans encaisser de but : 9, Wayne Hennessey, 2006–2007[204]

### Neuf victoires consécutives
Stockport County a remporté neuf matchs de championnat consécutifs sans encaisser de but de janvier à mars 2007 sous la direction de Jim Gannon, ce qui constitue un record en Football League,. Wayne Hennessey, alors prêté par Wolverhampton Wanderers, a réalisé neuf clean sheet pour ses neuf premières rencontres en professionnel. Hennessey a reçu la récompense de Joueur du mois de League Two en mars. Les autres joueurs impliqués étaient : Robert Clare, Michael Rose, Ashley Williams, Gareth Owen, Stephen Gleeson, Jason Taylor, Adam Griffin, David Poole, Damien Allen, Anthony Pilkington, Tony Dinning, Dominic Blizzard, Liam Dickinson, Adam Proudlock, Tes Bramble and Anthony Elding.